# Miners de l'UTEP
Les Miners de l'UTEP (en anglais : UTEP Miners) sont un club omnisports universitaire de l'Université du Texas à El Paso à El Paso (Texas). Les équipes des Miners participent aux compétitions universitaires organisées par la National Collegiate Athletic Association. UTEP rejoint la Conference USA en 1985 après avoir passé 37 saisons dans la Western Athletic Conference.
Le surnom Miners se réfère à l'ancien nom de l'établissement : State School of Mines and Metallurgy, fondée en 1914. Les activités sportives débutent en 1915. L'école prend ensuite le nom de Texas Western College (Texas Western Miners) au milieu des années 1950 puis adopte celui d'UTEP en 1967.
L'équipe de basket-ball et son entraîneur Don Haskins (responsable de l'équipe masculine de 1961 à 1999) sont incontournables à UTEP. Le titre NCAA gagné en 1966 par UTEP (Texas Western à l'époque) fut l'objet du film : Les Chemins du triomphe, sorti en 2006. UTEP fut la première formation à aligner un cinq majeur entièrement composé de joueurs noirs lors d'une finale NCAA. Ce match reste l'un des grands moments de l'histoire du sport américain. Pour cette première, les Miners ont été intronisés au Basketball Hall of Fame en 2007. 
Le 1er octobre 2024, UTEP annonce son départ pour la Mountain West Conference à partir de 2026.